# Райко Дамянов
Райко Дамянов Райков е български партизанин и политик от БКП. Член е на Политбюро (1945 – 1948, 1949 – 1962), заместник-председател на Министерския съвет (1950 – 1958) и първи заместник-председател на Министерския съвет (1958 – 1962).

## Биография

### Произход, образование и ранни години
Райко Дамянов е роден на 23 декември 1903 г.(5 януари 1904 г. – дата нов стил) в село Гергини, Габровско. Член е на БКМС от 1924 г. и секретар на неговия Окръжен комитет в Габрово между 1925 – 1926 г.
Осъден е на 7-годишен затвор по ЗЗД през 1927 г., но успява да избяга от затвора в Севлиево. Емигрира в Югославия, а през 1929 г. и в Съветския съюз. Приет е в КПСС и в БРП (к.) от 1930 г. По време на престоя си там завършва Академията за комунистическо възпитание „Надежда Крупская“ и се завръща нелегално в България през 1932 г.
След завръщането си е секретар на Окръжните организации на БРП (к.) в Габрово (1932 – 1933), Сливен (1933 – 1934) и София (1934 – 1935), но е осъден задочно през 1933 г. на 7,6-годишен затвор по ЗЗД. През 1935 г. е избран за член на Централния комитет на БРП (к.), какъвто остава до 19 ноември 1966 г.
През 1936 г. отново заминава за Съветския съюз. Учи в Международната ленинска школа между 1937 – 1938 г., след което е изпратен в Испания, където по това време се води Гражданска война и става член на Испанската комунистическа партия.
През 1939 г. се връща отново нелегално в България, но на следващата година е заловен и изпратен да излежава присъдите си в затворите в Сливен и Плевен. По-късно е прехвърлен и в лагер при село Вардим, Свищовско, откъдето успява да избяга през 1943 г.
Участва в Съпротивителното движение по време на Втората световна война, където е партизанин от Горнооряховския и Габровско-севлиевския партизански отряд. Между 1942 – 1944 е секретар на Окръжния комитет на БРП (к.) в Габрово.

### Политическа кариера
След 9 септември 1944 г. оглавява новосъздадения Общ работнически професионален съюз (1945 – 1950), в период на който е член и кандидат-член на Политбюро на ЦК на БРП (к.), от 27 февруари 1945 до 4 януари 1948 и до 4 август 1949 г., след намаляване броя на членовете на Политбюрото от 13 на 9. След август 1949 г. е преизбран отново за член на Политбюро на ЦК на БКП и остава такъв до 5 ноември 1962 г. Бил е председател на VI велико народно събрание между 9 декември 1947 и 21 октомври 1949 г. и подпредседател на Министерския съвет в правителството на Васил Коларов и Вълко Червенков, в правителството на Вълко Червенков и в първото правителство на Антон Югов (1950 – 1958), както и председател на Държавния комитет за строителство и архитектура с ранг на министър между 18 април 1956 до 15 януари 1958 г.
Първи заместник-председател на Министерския съвет и във втория и третия кабинет на Антон Югов (1958 – 1962) и два пъти за кратко министър на търговията. Преди това е от 23 януари 1952 до 25 януари 1954 г. секретар на ЦК на БКП.
През 1962 г. е отстранен от Политбюро и от правителството. Между 1962 – 1967 г. е председател на Славянския комитет. Умира на 17 юли 1986 г. в родното си село Гергини, Габровско.
Награден е с Орден „Георги Димитров“ (1953, 1959, 1963) и със званието „Герой на социалистическия труд“ (1983).